# Rzeczywistość
Rzeczywistość – wszystko co istnieje. W najszerszym znaczeniu zawiera wszystkie byty, zarówno obserwowalne, jak i pojęciowe, wprowadzone przez naukę czy filozofię. 
W zachodniej filozofii istnieje hierarchia poziomów pojęć rzeczywistości: od subiektywnej i fenomenologicznej przez obiektywną opisywaną za pomocą faktów aż do matematycznych modeli rzeczywistości wyrażanych za pomocą równań i aksjomatów. Inne podejście do rzeczywistości występuje we wschodnich filozofiach, takich jak hinduizm i buddyzm. Rzeczywistość opisywana jest za pomocą pojęć, takich jak np. dharma, paramattha dhamma, samsara i maja.

## Rzeczywistość fenomenologiczna
W szerszym i podmiotowym sensie, prywatne doświadczenia, ciekawość i selektywność obserwacji wpływają na osobistą interpretacje zdarzeń i kształtują rzeczywistość dostępną dla danej osoby. Ta rzeczywistość może pokrywać się w dużym stopniu z rzeczywistością innych, ale istnieją jej elementy unikatowe dla tej osoby i niedostępne dla kogokolwiek innego. Większość doświadczeń duchowych następuje na tym poziomie rzeczywistości. W sensie psychologicznym ta rzeczywistość jest definiowana przez to co dana osoba uważa za rzeczywistość.